# Phthiria nigribarba
Phthiria nigribarba är en tvåvingeart som beskrevs av Hesse 1938. Phthiria nigribarba ingår i släktet Phthiria och familjen svävflugor. Inga underarter finns listade i Catalogue of Life.